# Mont Siguniang
El Mont Siguniang (xinès: 四姑娘山; pinyin, Sìgūniang Shān, literalment, «Mont de les Quatre Donzelles, Mont de les Quatre Germanes o Mont de les Quatre Noies» ;tibetà: རི་བོ་སྐུ་བླ་འི།: Skubla) és la serralada més alta de les Muntanyes Qionglai a la Xina Occidental. Està localitzada a l'àrea limítrof amb Rilong,  Comtat de Xiaojin i  Comtat de Wenchuan a la  Prefectura Autònoma de Ngawa,  Província de Sichuan.
El Mont Siguniang és famós per la seva bellesa. El Parc Nacional Mont Siguniang va ser identificat com  Patrimoni de la Humanitat per la UNESCO com a part dels Santuaris del Panda Gegant de Sichuan el 2006. El parc comprèn El Mont Siguniang i les tres valls circumdants, és a dir, la vall de Changping (长坪沟), la vall de Haizi (海 子沟) i la vall de 双桥沟 (双桥沟), amb una superfície de 2.000 km².

## Cims

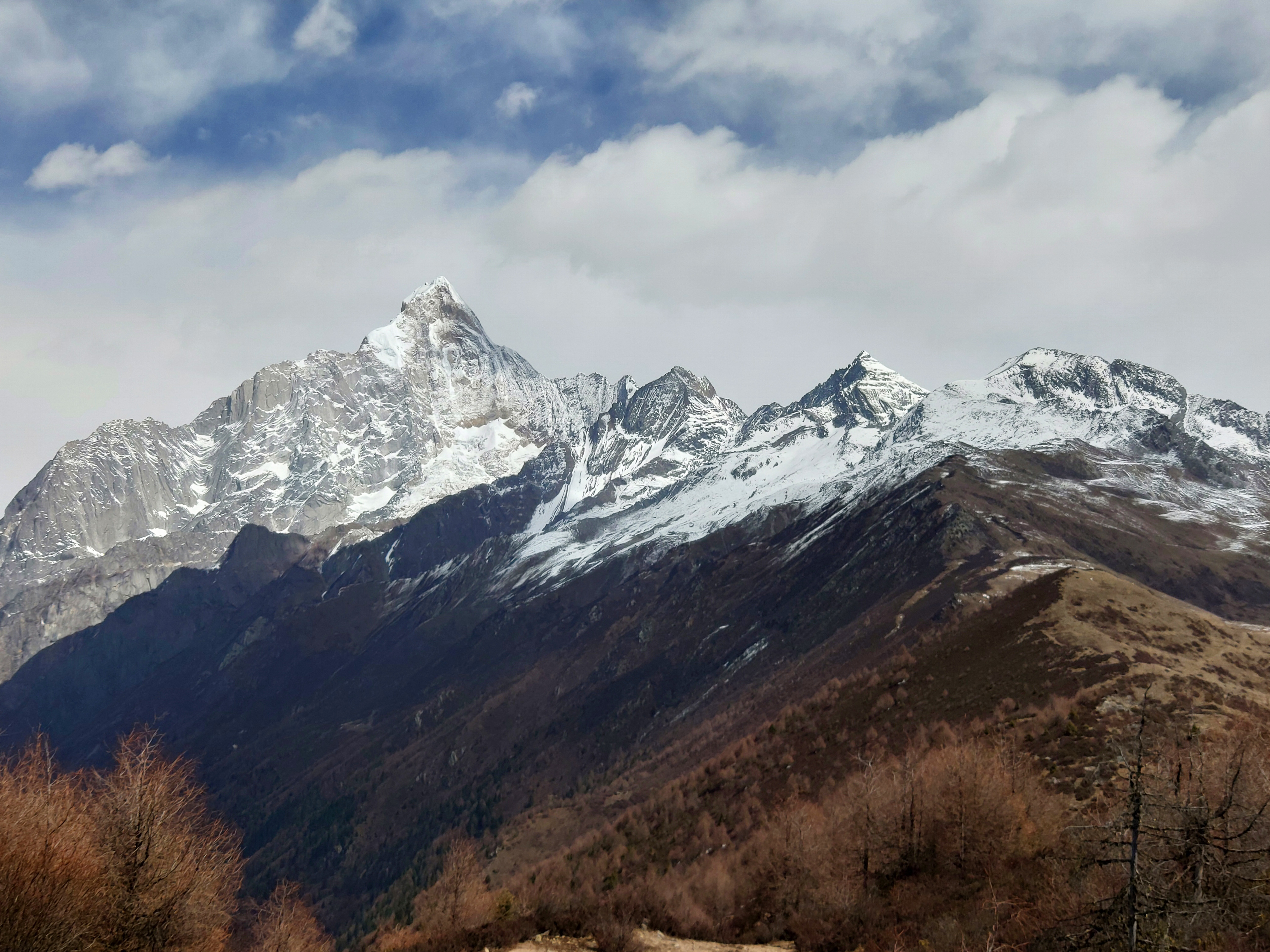
Les Quatre Germanes

El Mont Siguniang abasta quatre cims (峰 significa 'cim'): Daguniang Feng  大姑娘 峰 (Gran cim o primer cim), Erguniang Feng  二 姑娘 峰 (segon cim), Sanguniang Feng  三 姑娘 峰 (Tercer cim), i Yaomei Feng, també conegut com Sanzuoshan Feng  三座 山峰 (3r cim).
El cim més alt és Yāomèi Fēng (幺妹 峰; 'cim de la germana petita'), també conegut com la "Rei dels cims de Sichuan" (蜀山 皇后), amb 6,250 m (20,510 ft). També és la segona muntanya més alta de  la província de Sichuan i la més oriental de 6,000 m (20.000 ft) o un dels cims més alts a la Terra. El primer ascens va ser el 1981 per un equip japonès a través de la carena est. Molt poques persones intenten escalar-la i molt poques ho aconsegueixen.  El primer ascens de la carena sud-oest va ser realitzat el 2008 per Chad Kellogg i Dylan Johnson . 
Els altres tres cims més baixos són destinacions habituals del muntanyisme en totes les estacions. Mont Siguniang Dafeng (四姑娘山 大 峰 o 大姑娘 山; 'cim de la germana gran', 5,025 m o 16,486 ft) normalment es considera un cim de trekking pur, mentre que el mont Er Feng (四姑娘山 二 峰 or 二 姑娘 山; 'cim de la segona germana', 5,276 m o 17,310 ft) i el mont San feng (四姑娘山 三峰 or 三 姑娘 山; 'cim de la tercera germana', 5,355 m o 17,569 ft) són més desafiants i requereixen tècniques bàsiques d'escalada. 